# Броньовані крейсери типу «Глуар»
Тип «Глуар» складався з п'яти броньованих крейсерів, побудованих для ВМС Франції протягом першого десятиліття 20 ст.

## Конструкція
Оснащені змішаним озброєнням калібру 194 мм і 164,7 мм, кораблі призначалися для служби з флотом.

## Представники
| Назва                    | Верф                                                      | Закладений          | Спущений на воду     | Вступив у стрій     | Доля                                                                            |
| ------------------------ | --------------------------------------------------------- | ------------------- | -------------------- | ------------------- | ------------------------------------------------------------------------------- |
| «Глуар» Gloire           | Арсенал Лор'яну                                           | 5 вересня 1899 року | 27 червня 1900 року  | 28 квітня 1904 року | Зданий на злам у 1923 році                                                      |
| «Марсельез» Marseillaise | Арсенал Бреста                                            | 10 січня 1900 року  | 14 липня 1900 року   | жовтень 1903 року}} | Зданий на злам у 1933 році                                                      |
| «Сюллі» Sully            | «Forges et Chantiers de la Méditerranée», Ла-Сейн-сюр-Мер | 24 травня 1899 року | 4 червня 1901 року   | січень 1904 року    | Затонув 8 лютого 1905 року                                                      |
| «Аміраль Об» Amiral Aube | «Ateliers et Chantiers de la Loire», Нант                 | лютий 1901 року     | 9 травня 1902 року   | 1 квітня 1904 року  | Зданий на злам у 1924 році                                                      |
| «Конде» Condé            | Арсенал Лор'яну                                           | 29 січня 1901 року  | 12 березня 1902 року | 12 серпня 1904 року | Потоплений авіацією союзників у 1944 році У 1954 році піднятий і зданий на злам |

## Історія служби
Після завершення будівництва в 1903—1904 роках п'ять однотипних кораблів спочатку були приписані до Північної ескадри, часто виступаючи флагманами. «Сюллі» був переведений в Далекосхідну ескадру незабаром після цього і зазнав аварії, коли він зіткнувся з невідомою скелею в лютому 1905 року. «Марсельєз» і «Конде» були переведені в Середземноморську ескадру у 1905—1906 рр. Уцілілі чотири кораблі зазвичай були розділені між Північною та Середземноморською ескадрами, доки реорганізація в 1910 році не призвела до того, що всі, крім «Аміраль Об» були зосереджені в Середземному морі. Наступного року чергова реорганізація відвела «Аміраль Об» в запас, а інші кораблі перевели до 2-ї легкої ескадри, колишньої Північна ескадра. «Глуар» став навчальним кораблем у 1913 році, і «Аміраль Об» був відновлений, щоб замінити його. На початку 1914 року «Конде» перевели до Французької Вест-Індії, на випадок необхідності втручання у події під час Мексиканської революції.

### Перша світова війна
Коли в серпні 1914 року почалася Перша світова війна, три кораблі у водах Франції спрямували на захист судноплавство союзників у Ла-Манші та здійснення блокади Німеччини, тоді як «Конде» полював на німецьких рейдерів у Західній Атлантиці. Після завершення оборони Ла-Маншу в 1915 році кораблі провели більшу частину війни, патрулюючи Атлантику або супроводжуючи конвої у Франції або Вест-Індії. Наприкінці 1915 року «Аміраль Об» було відправлено до Східного Середземномор'я, де він патрулював узбережжя території, контрольованої Османською імперією, але повернувся до Франції на початку 1916 року. Корабель був відправлений до Мурманська на початку 1918 року для підтримки військ союзників під час їхнього втручання в громадянську війну в Росії. Повернувшись додому в жовтні, він приєднався до інших крейсерів в Атлантичному дивізіоні, що базувався у Вест-Індії на початку 1919 року. «Марсельєзу» включили до Балтійського дивізіону після закінчення війни в листопаді 1918 року і залишався там до кінця 1919 року. «Конде» підтримував сили союзників у Північній Росії в середині 1919 року та прикривав евакуацію військ союзників пізніше того ж року.

### Завершення служби
Кораблі типу «Глуар» почали виводити до резерву в 1920 році. «Аміраль Об» і «Глуар» були вилучені з військово-морського реєстру в 1922 році і згодом продані на металобрухт. «Марсельєз» служила навчальним кораблем у 1925—1929 роках і була списана на брухт у 1933 році. У 1925 році «Конде» було перетворено на плавучу казарму і захоплено німцями, коли вони вторглися до Франції в 1940 році. Вони використовували старий крейсер як плавучу базу для підводних човнів, перш ніж перетворити його на корабель-мішень. Його потопила авіація союзників у 1944 році.